# Trajče Nedev
Trajče Nedev (mazedonisch Трајче Недев, beim Weltschachbund FIDE Trajko Nedev, früher Trajce Nedev; * 27. Februar 1973) ist ein nordmazedonischer Schachspieler. 1995 wurde er Internationaler Meister; seit November 2000 trägt er den Titel Schachgroßmeister.

## Leben
Mit der mazedonischen Nationalmannschaft nahm er seit 1996 an allen zehn Schacholympiaden mit einem Gesamtergebnis von 57,5 Punkten aus 104 Partien (+35 =45 −24; 55,3 Prozent) teil. Bei seiner ersten Teilnahme 1996 in Jerewan erhielt er eine individuelle Bronzemedaille für sein Ergebnis von 8 Punkten aus 11 Partien am ersten Reservebrett. Er nahm auch für Mazedonien an der Mannschaftsweltmeisterschaft 2001 in Jerewan und an allen acht Mannschaftseuropameisterschaften von 1997 bis 2011 teil, wobei er 2003 in Plowdiw eine individuelle Silbermedaille für sein Ergebnis von 5,5 aus 7 am vierten Brett gewann. Im Juni 2004 gewann er ein Großmeister-Turnier in Mülhausen, im Juli 2004 wurde er in Illkirch punktgleich Zweiter hinter Namiq Quliyev.
In Mazedonien spielt er für den Verein SK Alkaloid Skopje, mit dem er von 1995 bis 2009 an allen 15 European Club Cups teilnahm, bei der nach der Unabhängigkeit ersten kosovarischen Mannschaftsmeisterschaft 2008 für Theranda.
Im Mai 2020 lag er auf dem vierten Platz der nordmazedonischen Elo-Rangliste.

## Veröffentlichungen
- The Easiest Sicilian. Chess Stars, Sofia 2008, ISBN 954-8782-66-9. (gemeinsam mit dem bulgarischen GM Atanas Kolew)